# Philippe Hecquet
Philippe Hecquet (Abbeville, 11 de fevereiro de 1661 – Paris, 11 de abril de 1737) foi um médico e escritor francês.
É autor de Médecine des pauvres, De L'indécence aux hommes d'accoucher les femmes, La médecine, la chirurgie et la pharmacie des pauvres. Foi um notável apologista do vegetarianismo.
Voltaire escreveu no Dicionário filosófico (1764):
"Sabe-se que Pitágoras, que estudou com os brâmanes a geometria e a moral, adoptou a sua doutrina humana e trouxe-a para a Itália. Muito tempo a seguiram os seus discípulos: os célebres filósofos Plotino, Jâmblico e Porfírio, recomendaram-na e até mesmo a praticaram, posto que seja muito raro fazer aquilo que pregamos. A obra de Porfírio sobre a abstinência de carnes animais, escrita pelo meado do nosso terceiro século, é muito estimada dos eruditos mas não fez mais discípulos entre nós que o livro do médico Hecquet."